# 藍偉
藍偉（15世紀—16世紀），字公儒，河南都司南陽衛鄧州前所軍籍，河南南陽府鄧州人，明朝政治人物。

## 生平
藍偉是正德九年進士藍瑞之子，嘉靖三十一年（1552年）中舉人，授西安推官，任內廉明有政蹟，陞湖州同知有才幹，隆慶五年（1571年）因捍衛海防功勞擢為山西按察司僉事，湖州人民立碑紀念，監督當地鹽法和屯牧有法，得皇帝嘉獎賜金帛，致仕回鄉後把家產讓給兄長，又分俸給族人。

## 著作
著有《梅亭藁》、《三藍詩》。

## 引用
1. 1 2  乾隆《鄧州志·卷十五·人物》：藍偉，字公儒，瑞子，性孝友，源本家學，舉嘉靖壬子鄉試，授西安府推官，廉明有政蹟，陞湖州府同知，以捍海功擢按察司僉事，督山西鹽法屯牧，經畫有方，上嘉其能勅賜金帛，及致仕歸，推產讓兄，分俸睦族，所著有《梅亭藁》、《三藍詩》藏于家。
2. ↑  《明穆宗莊皇帝實錄·卷六十二》：（隆慶五年十月辛亥）陞浙江布政使司左參政李淑為山東按察司按察使，浙江湖州府同知藍偉為山西按察僉事。
3. ↑  同治《湖州府志·卷六十二·名宦錄》：藍偉，河南鄧州人，隆慶三年任湖州同知，有才能展布裕如，五年陞山西僉事，民立碑。 栗志